# کرچدین
کرچدین (به صربی: Krčedin) یک منطقهٔ مسکونی در صربستان است که در Inđija Municipality واقع شده‌است. کرچدین ۲٬۸۷۸ نفر جمعیت دارد.
کرچیدن در زبان فارسی در لهجه روستایی به صورت مصدری استعمال میشود و به معنای تبخیر شدن شنیده شده.